# Sphinx ferrea
Sphinx ferrea är en fjärilsart som beskrevs av Adolf G. Closs 1920. Sphinx ferrea ingår i släktet Sphinx och familjen svärmare. Inga underarter finns listade i Catalogue of Life.